# Reidland (Kentucky)
Reidland es un lugar designado por el censo ubicado en el condado de McCracken en el estado estadounidense de Kentucky. En el Censo de 2010 tenía una población de 4491 habitantes y una densidad poblacional de 356,35 personas por km².

## Geografía
Reidland se encuentra ubicado en las coordenadas 37°0′28″N 88°31′42″O / 37.00778, -88.52833. Según la Oficina del Censo de los Estados Unidos, Reidland tiene una superficie total de 12.6 km², de la cual 12.43 km² corresponden a tierra firme y (1.34%) 0.17 km² es agua.

## Demografía
Según el censo de 2010, había 4491 personas residiendo en Reidland. La densidad de población era de 356,35 hab./km². De los 4491 habitantes, Reidland estaba compuesto por el 94.95% blancos, el 2.16% eran afroamericanos, el 0.33% eran amerindios, el 0.82% eran asiáticos, el 0.04% eran isleños del Pacífico, el 0.31% eran de otras razas y el 1.38% pertenecían a dos o más razas. Del total de la población el 1.31% eran hispanos o latinos de cualquier raza.